# Sam Raimi
Samuel M. Raimi (født 23. oktober 1959 i Royal Oak, Michigan, USA) er en amerikansk filminstruktør, producer, skuespiller og manuskriptforfatter. Han er mest kendt for at have instrueret den klassike kult gyserfilm The Evil Dead og blockbusterfilmene om Spider-Man.

## Udvalgt filmografi

### Instruktion
- 1977 It's Murder!
- 1977 Within the Woods
- 1981 The Evil Dead
- 1985 Crimewave
- 1987 Evil Dead II
- 1990 Darkman
- 1993 Army of Darkness
- 1995 De hurtige og de døde
- 1998 A Simple Plan
- 2000 The Gift
- 2002 Spider-Man
- 2004 Spider-Man 2
- 2007 Spider-Man 3

### Producent
- 1981 The Evil Dead
- 2005 Boogeyman

### Manus
- 1977 Within the Woods
- 1981 The Evil Dead

### Skuespiller
- 1977 It's Murder!
- 1993 Body Bags
- 1994 The Flintstones
- 1994 The Hudsucker Proxy
- 1995 Galaxis